# Community Shield 2024
La Community Shield 2024 fue la centésima segunda edición de la Community Shield. La disputaron el Manchester City como campeón de la Premier League 2023-24  y el Manchester United como campeón de la FA Cup 2023-24.  El partido tuvo lugar el 10 de agosto del 2024 en el Estadio de Wembley. El Manchester City se consagró campeón de esta edición al ganar (7-6) en la tanda de penaltis.

## Participantes
| Manchester City   |  |  |  | Campeón de la Premier League (2023-24) |
| Manchester United |  |  |  | Campeón de la FA Cup (2023-24)         |

## Sede del partido
El partido se jugó en el Wembley Stadium, en Londres, Inglaterra.

## Partido

### Detalles
| 10 de agosto de 2024 | Manchester City                                                         | 1:1 (0:0) (7:6 p.)         | Manchester United                                                               | Wembley Stadium, Londres                                   |                                                            |
| 15:00 BST            | Silva 89'                                                               | Reporte                    | Garnacho 82'                                                                    | Asistencia: 78 146 espectadores Árbitro(s): Jarred Gillett | Asistencia: 78 146 espectadores Árbitro(s): Jarred Gillett |
|                      |                                                                         | Tiros desde el punto penal |                                                                                 |                                                            |                                                            |
|                      | Silva · De Bruyne · Haaland · Savinho · Ederson · Nunes · Dias · Akanji |                            | Fernandes · Dalot · Garnacho · Sancho · Casemiro · McTominay · Martínez · Evans |                                                            |                                                            |

### Ficha
| 31    | POR   | Ederson        |       |
| 82    | DEF   | Rico Lewis     |       |
| 3     | DEF   | Rúben Dias     |       |
| 25    | DEF   | Manuel Akanji  |       |
| 24    | DEF   | Joško Gvardiol | 90+1' |
| 8     | MED   | Mateo Kovačić  |       |
| 75    | MED   | Nico O'Reilly  | 63'   |
| 52    | MED   | Oscar Bobb     | 90+1' |
| 87    | MED   | James McAtee   | 80'   |
| 11    | MED   | Jérémy Doku    | 63'   |
| 9     | DEL   | Erling Haaland |       |
| D. T. | D. T. | Pep Guardiola  |       |

| 24    | POR   | André Onana       |     |
| 20    | DEF   | Diogo Dalot       |     |
| 5     | DEF   | Harry Maguire     | 59' |
| 35    | DEF   | Jonny Evans       |     |
| 6     | DEF   | Lisandro Martínez |     |
| 37    | MED   | Kobbie Mainoo     | 59' |
| 18    | MED   | Casemiro          |     |
| 16    | MED   | Amad Diallo       | 59' |
| 7     | MED   | Mason Mount       | 58' |
| 10    | MED   | Marcus Rashford   | 83' |
| 8     | DEL   | Bruno Fernandes   |     |
| D. T. | D. T. | Erik ten Hag      |     |

| 27 | MED | Matheus Nunes   | 63'   |
| 26 | DEL | Savinho         | 63'   |
| 20 | MED | Bernardo Silva  | 80'   |
| 17 | MED | Kevin de Bruyne | 90+1' |
| 6  | DEF | Nathan Aké      | 90+1' |

| 39 | MED | Scott McTominay    | 58' |
| 43 | MED | Toby Collyer       | 59' |
| 17 | DEL | Alejandro Garnacho | 59' |
| 28 | DEL | Facundo Pellistri  | 59' |
| 25 | DEL | Jadon Sancho       | 83' |

| 89' | Bernardo Silva | 1:1 |

| 82' | Alejandro Garnacho | 0:1 |

| Fallo de penal · Acierto de penal · Acierto de penal · Acierto de penal · Acierto de penal · Acierto de penal · Acierto de penal · Acierto de penal | Bernardo Silva Kevin de Bruyne Erling Haaland Savinho Ederson Matheus Nunes Rúben Dias Manuel Akanji | 0:0 1:1 2:2 3:3 4:3 5:4 6:5 7:6 |

| Acierto de penal · Acierto de penal · Acierto de penal · Fallo de penal · Acierto de penal · Acierto de penal · Acierto de penal · Fallo de penal | Bruno Fernandes Diogo Dalot Alejandro Garnacho Jadon Sancho Casemiro Scott McTominay Lisandro Martínez Jonny Evans | 0:1 1:2 2:3 3:3 4:4 5:5 6:6 7:6 |

| 68' · 85' | Matheus Nunes Bernardo Silva |

| Principal  | Jarret Gillet   |
| Asistentes | Adrian Holmes   |
|            | Nick Greenhalgh |
| Cuarto     | Sam Barrott     |

| VAR            | Peter Bankes |
| Asistentes VAR | Tim Robinson |

| 31    | POR   | Ederson        |       |
| 82    | DEF   | Rico Lewis     |       |
| 3     | DEF   | Rúben Dias     |       |
| 25    | DEF   | Manuel Akanji  |       |
| 24    | DEF   | Joško Gvardiol | 90+1' |
| 8     | MED   | Mateo Kovačić  |       |
| 75    | MED   | Nico O'Reilly  | 63'   |
| 52    | MED   | Oscar Bobb     | 90+1' |
| 87    | MED   | James McAtee   | 80'   |
| 11    | MED   | Jérémy Doku    | 63'   |
| 9     | DEL   | Erling Haaland |       |
| D. T. | D. T. | Pep Guardiola  |       |

| 24    | POR   | André Onana       |     |
| 20    | DEF   | Diogo Dalot       |     |
| 5     | DEF   | Harry Maguire     | 59' |
| 35    | DEF   | Jonny Evans       |     |
| 6     | DEF   | Lisandro Martínez |     |
| 37    | MED   | Kobbie Mainoo     | 59' |
| 18    | MED   | Casemiro          |     |
| 16    | MED   | Amad Diallo       | 59' |
| 7     | MED   | Mason Mount       | 58' |
| 10    | MED   | Marcus Rashford   | 83' |
| 8     | DEL   | Bruno Fernandes   |     |
| D. T. | D. T. | Erik ten Hag      |     |

| 27 | MED | Matheus Nunes   | 63'   |
| 26 | DEL | Savinho         | 63'   |
| 20 | MED | Bernardo Silva  | 80'   |
| 17 | MED | Kevin de Bruyne | 90+1' |
| 6  | DEF | Nathan Aké      | 90+1' |

| 39 | MED | Scott McTominay    | 58' |
| 43 | MED | Toby Collyer       | 59' |
| 17 | DEL | Alejandro Garnacho | 59' |
| 28 | DEL | Facundo Pellistri  | 59' |
| 25 | DEL | Jadon Sancho       | 83' |

| 89' | Bernardo Silva | 1:1 |

| 82' | Alejandro Garnacho | 0:1 |

| Fallo de penal · Acierto de penal · Acierto de penal · Acierto de penal · Acierto de penal · Acierto de penal · Acierto de penal · Acierto de penal | Bernardo Silva Kevin de Bruyne Erling Haaland Savinho Ederson Matheus Nunes Rúben Dias Manuel Akanji | 0:0 1:1 2:2 3:3 4:3 5:4 6:5 7:6 |

| Acierto de penal · Acierto de penal · Acierto de penal · Fallo de penal · Acierto de penal · Acierto de penal · Acierto de penal · Fallo de penal | Bruno Fernandes Diogo Dalot Alejandro Garnacho Jadon Sancho Casemiro Scott McTominay Lisandro Martínez Jonny Evans | 0:1 1:2 2:3 3:3 4:4 5:5 6:6 7:6 |

| 68' · 85' | Matheus Nunes Bernardo Silva |

| Principal  | Jarret Gillet   |
| Asistentes | Adrian Holmes   |
|            | Nick Greenhalgh |
| Cuarto     | Sam Barrott     |

| VAR            | Peter Bankes |
| Asistentes VAR | Tim Robinson |

| 31    | POR   | Ederson        |       |
| 82    | DEF   | Rico Lewis     |       |
| 3     | DEF   | Rúben Dias     |       |
| 25    | DEF   | Manuel Akanji  |       |
| 24    | DEF   | Joško Gvardiol | 90+1' |
| 8     | MED   | Mateo Kovačić  |       |
| 75    | MED   | Nico O'Reilly  | 63'   |
| 52    | MED   | Oscar Bobb     | 90+1' |
| 87    | MED   | James McAtee   | 80'   |
| 11    | MED   | Jérémy Doku    | 63'   |
| 9     | DEL   | Erling Haaland |       |
| D. T. | D. T. | Pep Guardiola  |       |

| 24    | POR   | André Onana       |     |
| 20    | DEF   | Diogo Dalot       |     |
| 5     | DEF   | Harry Maguire     | 59' |
| 35    | DEF   | Jonny Evans       |     |
| 6     | DEF   | Lisandro Martínez |     |
| 37    | MED   | Kobbie Mainoo     | 59' |
| 18    | MED   | Casemiro          |     |
| 16    | MED   | Amad Diallo       | 59' |
| 7     | MED   | Mason Mount       | 58' |
| 10    | MED   | Marcus Rashford   | 83' |
| 8     | DEL   | Bruno Fernandes   |     |
| D. T. | D. T. | Erik ten Hag      |     |

| 27 | MED | Matheus Nunes   | 63'   |
| 26 | DEL | Savinho         | 63'   |
| 20 | MED | Bernardo Silva  | 80'   |
| 17 | MED | Kevin de Bruyne | 90+1' |
| 6  | DEF | Nathan Aké      | 90+1' |

| 39 | MED | Scott McTominay    | 58' |
| 43 | MED | Toby Collyer       | 59' |
| 17 | DEL | Alejandro Garnacho | 59' |
| 28 | DEL | Facundo Pellistri  | 59' |
| 25 | DEL | Jadon Sancho       | 83' |

| 89' | Bernardo Silva | 1:1 |

| 82' | Alejandro Garnacho | 0:1 |

| Fallo de penal · Acierto de penal · Acierto de penal · Acierto de penal · Acierto de penal · Acierto de penal · Acierto de penal · Acierto de penal | Bernardo Silva Kevin de Bruyne Erling Haaland Savinho Ederson Matheus Nunes Rúben Dias Manuel Akanji | 0:0 1:1 2:2 3:3 4:3 5:4 6:5 7:6 |

| Acierto de penal · Acierto de penal · Acierto de penal · Fallo de penal · Acierto de penal · Acierto de penal · Acierto de penal · Fallo de penal | Bruno Fernandes Diogo Dalot Alejandro Garnacho Jadon Sancho Casemiro Scott McTominay Lisandro Martínez Jonny Evans | 0:1 1:2 2:3 3:3 4:4 5:5 6:6 7:6 |

| 68' · 85' | Matheus Nunes Bernardo Silva |

| Principal  | Jarret Gillet   |
| Asistentes | Adrian Holmes   |
|            | Nick Greenhalgh |
| Cuarto     | Sam Barrott     |

| VAR            | Peter Bankes |
| Asistentes VAR | Tim Robinson |

| 31    | POR   | Ederson        |       |
| 82    | DEF   | Rico Lewis     |       |
| 3     | DEF   | Rúben Dias     |       |
| 25    | DEF   | Manuel Akanji  |       |
| 24    | DEF   | Joško Gvardiol | 90+1' |
| 8     | MED   | Mateo Kovačić  |       |
| 75    | MED   | Nico O'Reilly  | 63'   |
| 52    | MED   | Oscar Bobb     | 90+1' |
| 87    | MED   | James McAtee   | 80'   |
| 11    | MED   | Jérémy Doku    | 63'   |
| 9     | DEL   | Erling Haaland |       |
| D. T. | D. T. | Pep Guardiola  |       |

| 24    | POR   | André Onana       |     |
| 20    | DEF   | Diogo Dalot       |     |
| 5     | DEF   | Harry Maguire     | 59' |
| 35    | DEF   | Jonny Evans       |     |
| 6     | DEF   | Lisandro Martínez |     |
| 37    | MED   | Kobbie Mainoo     | 59' |
| 18    | MED   | Casemiro          |     |
| 16    | MED   | Amad Diallo       | 59' |
| 7     | MED   | Mason Mount       | 58' |
| 10    | MED   | Marcus Rashford   | 83' |
| 8     | DEL   | Bruno Fernandes   |     |
| D. T. | D. T. | Erik ten Hag      |     |

| 27 | MED | Matheus Nunes   | 63'   |
| 26 | DEL | Savinho         | 63'   |
| 20 | MED | Bernardo Silva  | 80'   |
| 17 | MED | Kevin de Bruyne | 90+1' |
| 6  | DEF | Nathan Aké      | 90+1' |

| 39 | MED | Scott McTominay    | 58' |
| 43 | MED | Toby Collyer       | 59' |
| 17 | DEL | Alejandro Garnacho | 59' |
| 28 | DEL | Facundo Pellistri  | 59' |
| 25 | DEL | Jadon Sancho       | 83' |

| 89' | Bernardo Silva | 1:1 |

| 82' | Alejandro Garnacho | 0:1 |

| Fallo de penal · Acierto de penal · Acierto de penal · Acierto de penal · Acierto de penal · Acierto de penal · Acierto de penal · Acierto de penal | Bernardo Silva Kevin de Bruyne Erling Haaland Savinho Ederson Matheus Nunes Rúben Dias Manuel Akanji | 0:0 1:1 2:2 3:3 4:3 5:4 6:5 7:6 |

| Acierto de penal · Acierto de penal · Acierto de penal · Fallo de penal · Acierto de penal · Acierto de penal · Acierto de penal · Fallo de penal | Bruno Fernandes Diogo Dalot Alejandro Garnacho Jadon Sancho Casemiro Scott McTominay Lisandro Martínez Jonny Evans | 0:1 1:2 2:3 3:3 4:4 5:5 6:6 7:6 |

| 68' · 85' | Matheus Nunes Bernardo Silva |

| Principal  | Jarret Gillet   |
| Asistentes | Adrian Holmes   |
|            | Nick Greenhalgh |
| Cuarto     | Sam Barrott     |

| VAR            | Peter Bankes |
| Asistentes VAR | Tim Robinson |

| Campeón Community Shield 2024 |
| ----------------------------- |
| Manchester City 7.° título    |